# Лагоа
Лагоа (порт. Lagoa, срп. лагуна) је четврт у јужној зони Рио де Жанеира, која представља област око лагуне Родриго де Фрејтас. Кариоке (становници града Рио де Жанеиро) у колоквијалном говору под лагуном подразумијевају и лагуну и четврт. Лагоа се налази између четврти Ипанема, Леблон, Копакабана, Гавеа и Жарђин Ботанику. 